# Mojosari (Puger)
Mojosari is een bestuurslaag in het regentschap Jember van de provincie Oost-Java, Indonesië. Mojosari telt 9701 inwoners (volkstelling 2010).